# Montepulciano d’Abruzzo

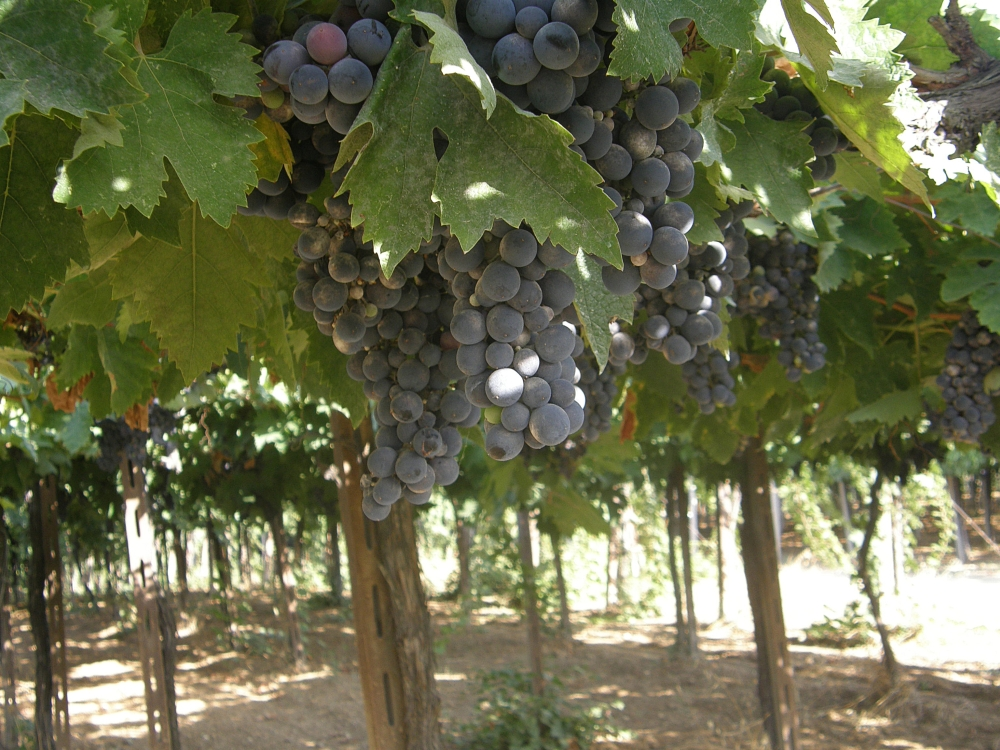
Ein Weingarten mit Montepulciano-d’Abruzzo-Trauben

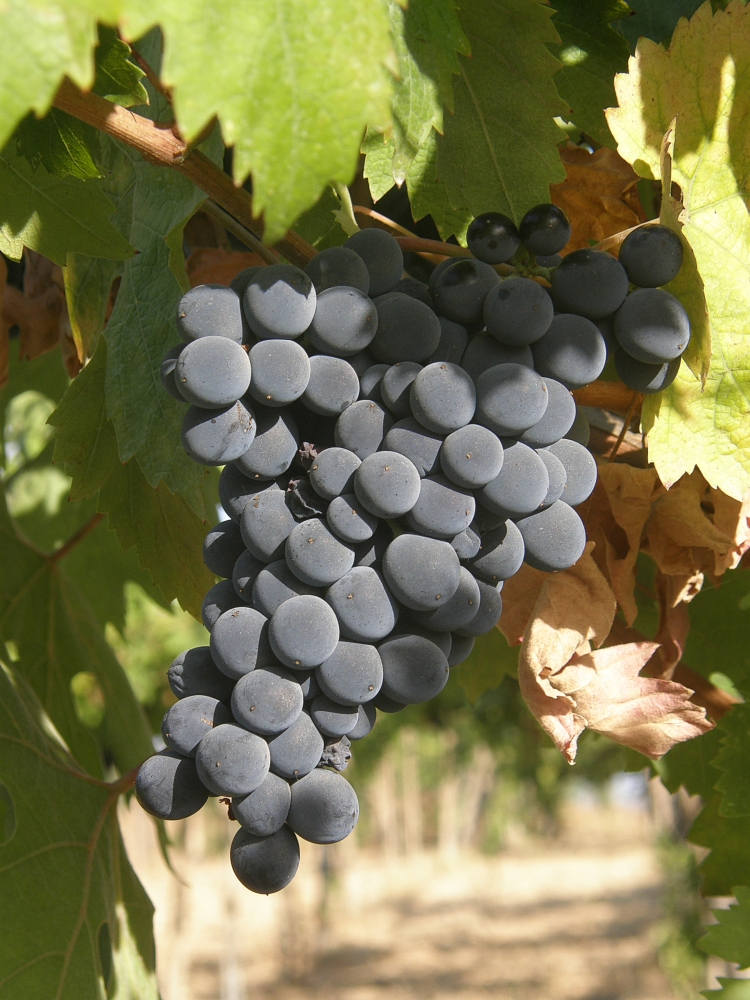
Trauben von Montepulciano d’Abruzzo

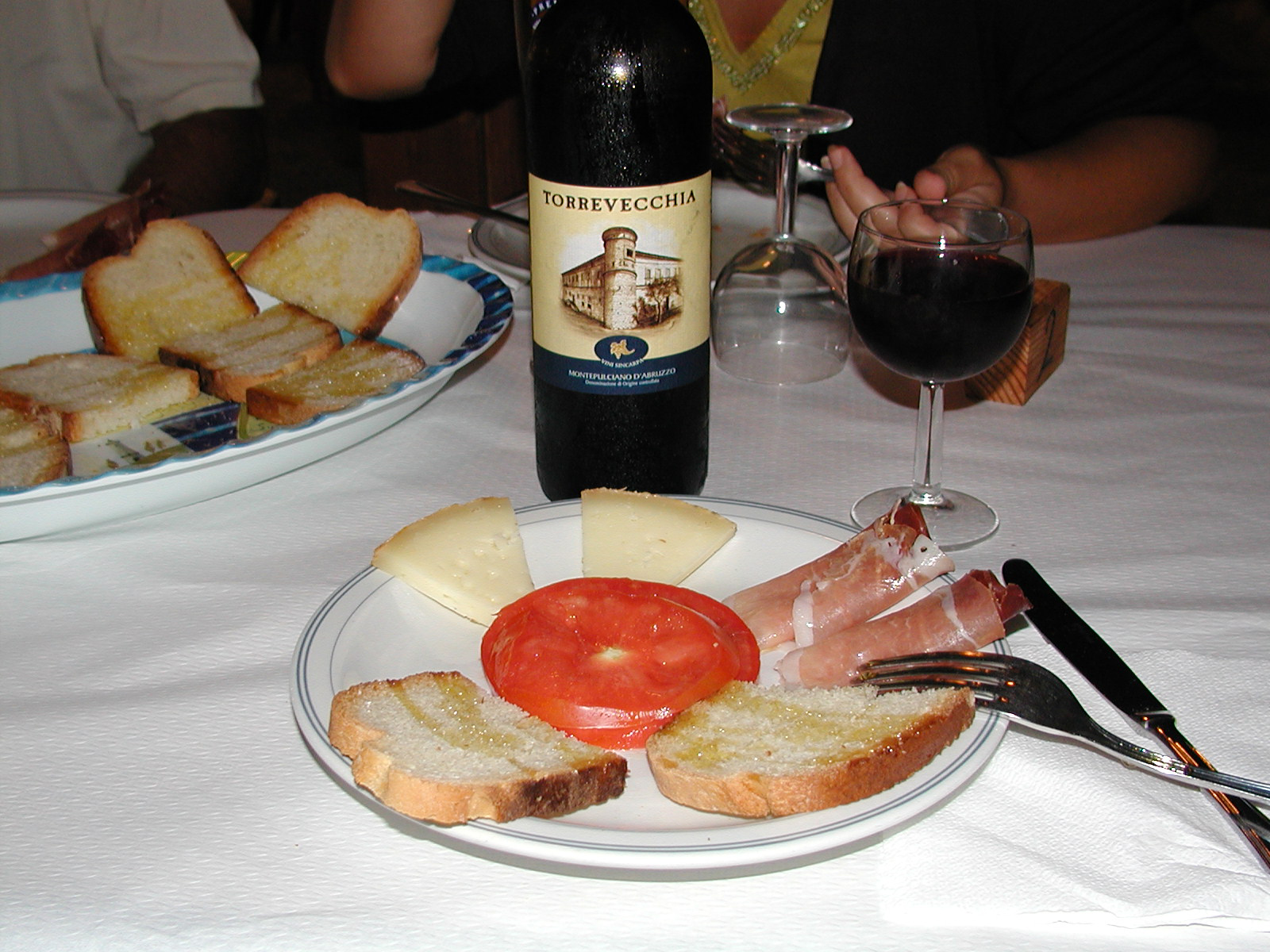
Eine Flasche Montepulciano d’Abruzzo mit Bruschetta

Der Montepulciano d’Abruzzo DOC ist ein italienischer Rotwein aus der Region Abruzzen mit „kontrollierter Herkunftsbezeichnung“ (Denominazione di origine controllata (DOC)). Diese Appellation trägt der Wein bereits seit 1968. Sie wurde zuletzt am 7. März 2014 aktualisiert. Die Unterzonen „Casauria oder Terre di Casauria“, „Terre dei Vestini“, „Alto Tirino“, „Terre dei Peligni“ und „Teate“ sind in Anhängen am Ende dieser Spezifikation geregelt. Die Subzone Montepulciano d’Abruzzo Colline Teramane, in der die besten Reben wachsen, hat seit 2003 den Status einer DOCG.

## Anbau
Dieser Wein wird in den vier Provinzen L’Aquila, Teramo, Chieti und Pescara der Region Abruzzen (italienisch: Abruzzo) gekeltert. Die Weinberge liegen auf einer Höhe unterhalb 500 m s.l.m. Nur in ausgesprochen günstigen Südlagen sind auch Weinberge in einer Höhe von bis zu 600 m s.l.m. zugelassen. Das Erzeugungsgebiet von Montepulciano d’Abruzzo umfasst die für die Qualität geeigneten Flächen des gesamten oder eines Teils des Gebietes der folgenden Gemeinden:
in der Provinz Chieti

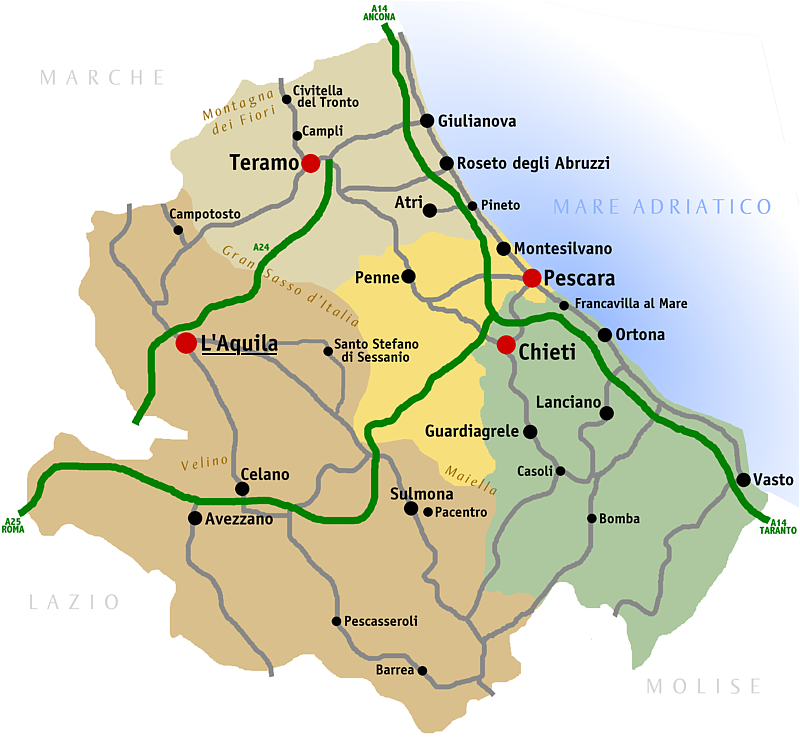
Die Provinzen der Region Abruzzen

Altino, Archi, Ari, Arielli, Atessa, Bomba, Bucchianico, Canosa Sannita, Casacanditella, Casalanguida, Casalincontrada, Carpineto Sinello, Casalbordino, Casoli, Castel Frentano, Celenza sul Trigno, Chieti, Crecchio, Cupello, Fara Filiorum Petri, Filetto, Fossacesia, Francavilla al Mare, Fresagrandinaria, Frisa, Furci, Gissi, Giuliano Teatino, Guardiagrele, Lanciano, Lentella, Miglianico, Monteodorisio, Mozzagrogna, Orsogna, Ortona, Paglieta, Palmoli, Perano, Poggiofiorito, Pollutri, Ripa Teatina, Roccamontepiano, Rocca San Giovanni, San Buono, Sant’Eusanio del Sangro, San Giovanni Teatino, Santa Maria Imbaro, San Martino sulla Marrucina, San Salvo, San Vito Chietino, Scerni, Tollo, Torino di Sangro, Torrevecchia Teatina, Treglio, Vasto, Villalfonsina, Villamagna, Vacri;
in der Provinz L’Aquila
Acciano, Anversa degli Abruzzi, Balsorano, Bugnara, Canistro, Capestrano, Castel di Ieri, Castelvecchio Subequo, Civita d’Antino, Civitella Roveto, Cocullo, Corfinio, Fagnano Alto, Fontecchio, Fossa, Gagliano Aterno, Goriano Sicoli, Introdacqua, Molina Aterno, Morino, Ofena, Pacentro, Poggio Picenze, Pratola Peligna, Pettorano sul Gizio, Prezza, Raiano, Roccacasale, San Demetrio ne’ Vestini, Sant’Eusanio Forconese, San Vincenzo Valle Roveto, Secinaro, Sulmona, Tione degli Abruzzi, Villa Sant’Angelo, Villa Santa Lucia degli Abruzzi, Vittorito.
in der Provinz Pescara
Alanno, Bolognano, Brittoli, Bussi sul Tirino, Cappelle sul Tavo, Castiglione a Casauria, Catignano, Cepagatti, Città Sant’Angelo, Civitella Casanova, Civitaquana, Collecorvino, Corvara, Cugnoli, Elice, Farindola, Lettomanoppello, Loreto Aprutino, Manoppello, Montebello di Bertona, Montesilvano, Moscufo, Nocciano, Penne, Pianella, Pietranico, Picciano, Pescara, Pescosansonesco, Popoli, Rosciano, San Valentino in Abruzzo Citeriore, Scafa, Serramonacesca, Spoltore, Tocco da Casauria, Torre de’ Passeri, Turrivalignani, Vicoli;
in der Provinz Teramo
Alba Adriatica, Ancarano, Atri, Basciano, Bellante, Bisenti, Campli, Canzano, Castel Castagna, Castellalto, Castiglione Messer Raimondo, Castilenti, Cellino Attanasio, Cermignano, Civitella del Tronto, Colledara, Colonnella, Controguerra, Corropoli, Giulianova, Martinsicuro, Montefino, Montorio al Vomano, Morro d’Oro, Mosciano Sant’Angelo, Nereto, Notaresco, Penna Sant’Andrea, Pineto, Roseto degli Abruzzi, Sant’Egidio alla Vibrata, Sant’Omero, Silvi, Teramo, Torano Nuovo, Tortoreto, Tossicia sowie im Ortsteil Trignano der Gemeinde Isola del Gran Sasso d’Italia.
Im Jahr 2019 wurden von 9.658 Hektar Rebfläche 864.957 Hektoliter DOC-Wein erzeugt.

## Erzeugung
Der Montepulciano d’Abruzzo DOC muss zu mindestens 85 % aus der Rebsorte Montepulciano bestehen. Höchstens 15 % andere rote Rebsorten, die für den Anbau in der Region Abruzzen zugelassen sind, dürfen – einzeln oder gemeinsam – zugesetzt werden.  Wenn der Wein das Prädikat „Riserva“ trägt, muss er mindestens zwei Jahre gereift sein, davon mindestens neun Monate in Holzfässern und zwar innerhalb des in der Region abgegrenzten Erzeugungsgebiets. Außerdem gelten für den Gehalt an Alkohol und Trockenextrakt abweichende Werte (s. u.)
Beim Käufer kann der Wein 3 bis 4 Jahre gelagert werden. Spitzenexemplare können auch 4 bis 8 Jahre Alterung vertragen.

## Beschreibung
Laut Denomination (Auszug):
- Farbe: Intensives Rubinrot mit leichten violetten Reflexen, tendiert mit zunehmender Reife zu granatrot
- Geruch: Aromen von roten Früchten, Gewürzen, intensiv, ätherisch
- Geschmack: voll, trocken, harmonisch, Tannin
- Alkoholgehalt: mindestens 12,0 Vol.-%; für „Riserva“ 12,5 Vol.-%
- Säuregehalt: mind. 4,5 g/l
- Trockenextrakt: mind. 21,0 g/l; für „Riserva“ 22,0 g/l[1]

## Sonstiges
Montepulciano d’Abruzzo ist nicht mit dem Vino Nobile di Montepulciano identisch. Dessen Name bezieht sich auf die Gemeinde Montepulciano.